# جمعية معلمي إدارة الفنون
جمعية معلمي إدارة الفنون (بالإنجليزية: Association of Arts Administration Educators)‏ هي منظمة غير هادفة للربح مقرها الولايات المتحدة، تأسست عام 1975 بهدف توفير منبر للدفاع عن التدريب والارتقاء بمعايير التعليم لأولئك العاملين في مجال إدارة الفنون ودعمهم.